# Bruno Debrandt
Pour les articles homonymes, voir Debrandt.
Bruno Debrandt, né le 20 septembre 1969, est un acteur français.
Acteur de théâtre pendant 20 ans, son rôle du capitaine Fred Caïn dans la série télévisée Caïn en 2012 sur France 2 le révèle au grand public. 
En 2023, il reçoit le prix du meilleur acteur au Festival International du Film Fantastique de Menton pour son interprétation de Pierre de Lancre dans la série Filles du feu sur France 2.

## Biographie

### Formation et débuts
Bruno Rouillon nait d'une mère belge du nom de Brissaud, artiste peintre, potier d'art et d'un père français tôlier chaudronnier 
. Il rêve d'être aventurier et de partir en expédition avec Jacques-Yves Cousteau, Hubert Reeves, Haroun Tazieff et fait des études de sport et de sciences. « Je n’avais jamais rêvé de devenir acteur, c’était très loin de mon univers. Je voulais être aventurier, j’ai fait des études de sport et de sciences pour suivre un équipage. Je voulais avoir le maximum d’outils dans mon sac à dos pour partir à l’aventure explorer le monde. Et puis, on m’a proposé de faire l’acteur, de raconter des histoires. J’ai changé de braquet, ça m’a semblé le moyen de vivre aussi une grande aventure humaine »,.
Il entre au Conservatoire national supérieur d'art dramatique dans la classe de Jacques Herbert il apprend à jouer la commedia dell'arte avec Luis Jaime Cortez, et reçoit des cours d'actors studio (Stanislawski, M. Chekov, A. Boal). Il fréquente également les ateliers du Studio Pygmalion, s'exerce aussi à l'anglais avec Kim Massee au Studio VO-VF et aux figures de style avec l'atelier Onnagata & Ana-Danse de Junji Fuseya.

### Le théâtre (1993-2013)
Il commence sa carrière comme comédien de théâtre dans des rôles essentiellement secondaires. On le découvre dans des pièces de théâtre classique (Lorenzaccio d'Alfred de Musset), puis sous la direction de Pascal Parsat, jeune metteur en scène, fondateur du Centre ressources théâtre handicap et inventeur du Théâtre dans le noir au Petit Hébertot de 1994 à 1998 avec la Compagnie Regard’en France,.

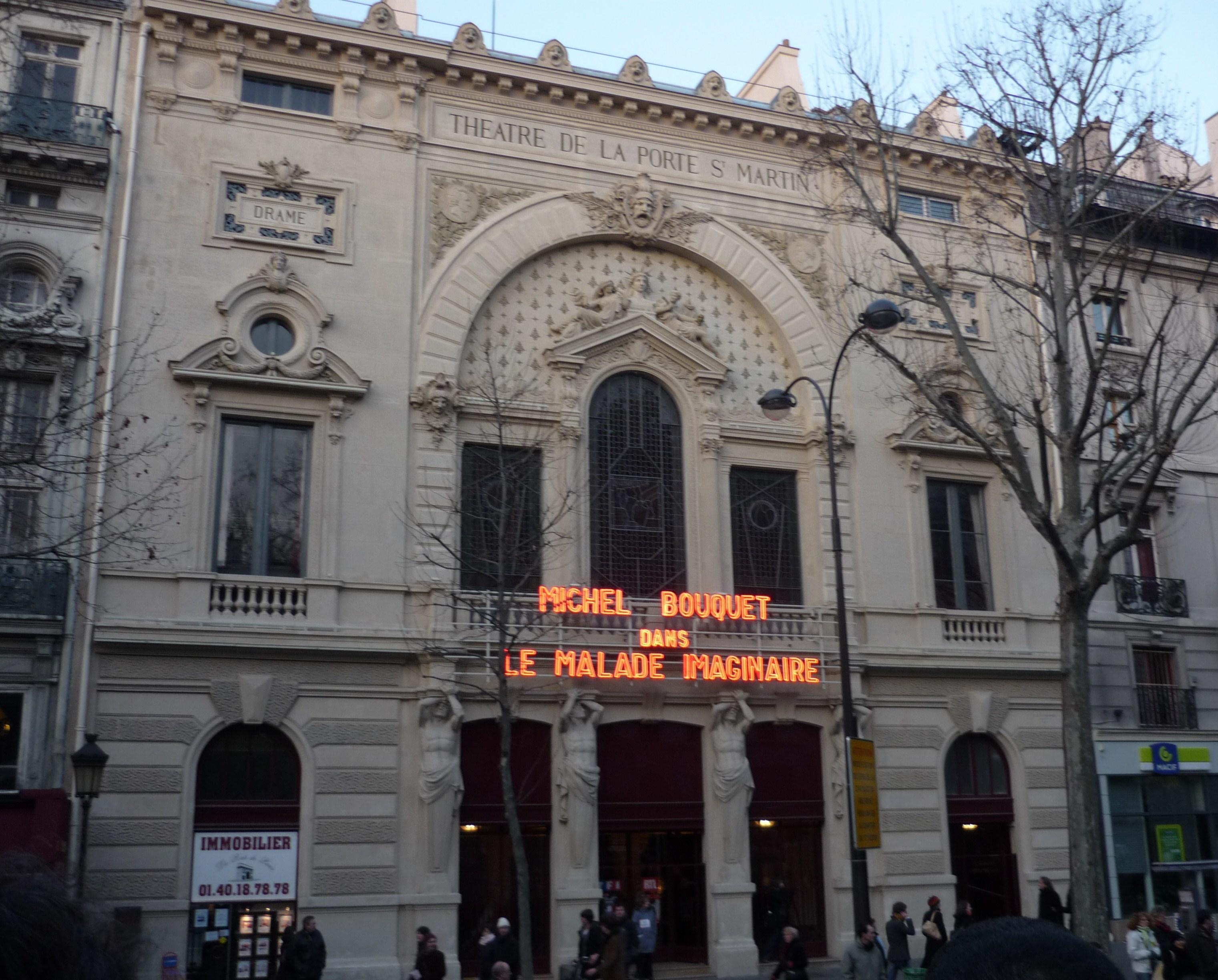
Le théâtre de la Porte-Saint-Martin.

Bruno Debrandt travaille ensuite dans des registres très différents avec un grand nombre de metteurs en scène sur les planches de l'avant-scène parisienne, alternant les pièces classiques et contemporaines : Ludovic Nobileau (Cendres et lampions), Eric Andrieu (Roméo et Juliette), J.L. Jeener (Thomas More ou l'Homme libre de Jean Anouilh), Michel Laliberté (Jacques et son maître de Milan Kundera)...
En 2006, il joue aux côtés de Michel Bouquet le rôle de La Flèche dans L'Avare de Molière dans une mise en scène de Georges Werler au Théâtre de la Porte-Saint-Martin. En 2009, Elsa Royer le choisit pour Un Tramway nommé Désir de Tennessee Williams puis en 2011 il interprète le personnage du client dans la pièce Dans la solitude des champs de coton de Bernard-Marie Koltès, mise en scène par Jean-Pierre Brière qui lui donne la réplique.
Bruno Debrandt est le parrain de l'école de théâtre accessible à tous, Acte 21, à Paris.

### Depuis 2012: un acteur populaire
Bruno Debrandt enchaîne d'abord les petits rôles au cinéma et à la télévision. Il participe notamment aux séries : Quai n° 1, Sauveur Giordano, Joséphine, ange gardien, Camping Paradis...
En 2003, son rôle de Théo, handicapé en fauteuil, dans le court métrage Pensée assise de Mathieu Robin lui vaut le « Prix du jury interprétation masculine » au Festival Jean-Carmet de Moulins. Au cinéma, il tourne ensuite avec Pierre Jolivet dans Mains armées (2012) et Cécile Telerman dans  Les Yeux jaunes des crocodiles (2014).
À la télévision, à partir de 2008, Bruno Debrandt devient un acteur principal de série et de téléfilm. Privilégiant les genres historiques et policiers, il participe à Cartouche, le brigand magnifique, Louis XI, le pouvoir fracassé et  1788... et demi d'Henri Helman, Le Repenti d'Olivier Guignard. En 2010, il rejoint la série Engrenages sur Canal + pour y jouer le commissaire Brémont aux côtés de Caroline Proust et Thierry Godard jusqu'en 2020.

Logo de la série Caïn

De 2012 à 2018, Bruno Debrandt devient pour la première fois le personnage principal d'une série. Il interprète le capitaine Fred Caïn, handicapé, dans la série télévisée policière Caïn sur France 2 aux côtés de Julie Delarme, Anne Suarez et Frédéric Pellegeay. « J'ai pratiqué les sports mécaniques, le triathlon et j'ai fait plusieurs séjours à l'hôpital. Je connaissais donc la bestiole! raconte-t-il. En outre, il y a dix ans, j'avais été engagé sur un court-métrage où j'étais déjà en fauteuil. Je m'étais préparé. Après, c'est comme le vélo, ça ne s'oublie pas. Et puis j'adore faire mes cascades, m'amuser avec les accessoires ».
En 2020, Éric Cantona quitte le personnage principal de la série Le Voyageur qu'il interprétait depuis 2019 sur France 3 : le capitaine Tom Bareski, un flic en disponibilité qui enquête sur des affaires non élucidées. La production propose à Bruno Debrandt de reprendre le rôle mais celui-ci décline la proposition, ne se sentant pas légitime de succéder à Cantona. Il propose alors de créer un nouveau personnage le capitaine Yann Kandinsky, ami de Tom Bareski, disparu et sur qui il enquête,.

### Vie privée
En 2004, il devient papa pour la première fois, d’une fille nommée Sambre.[réf. nécessaire]
Il épouse l'actrice Marie Kremer en 2012. Ils ont deux garçons, Nino né en 2016 et Gary né en 2019.

## Théâtre

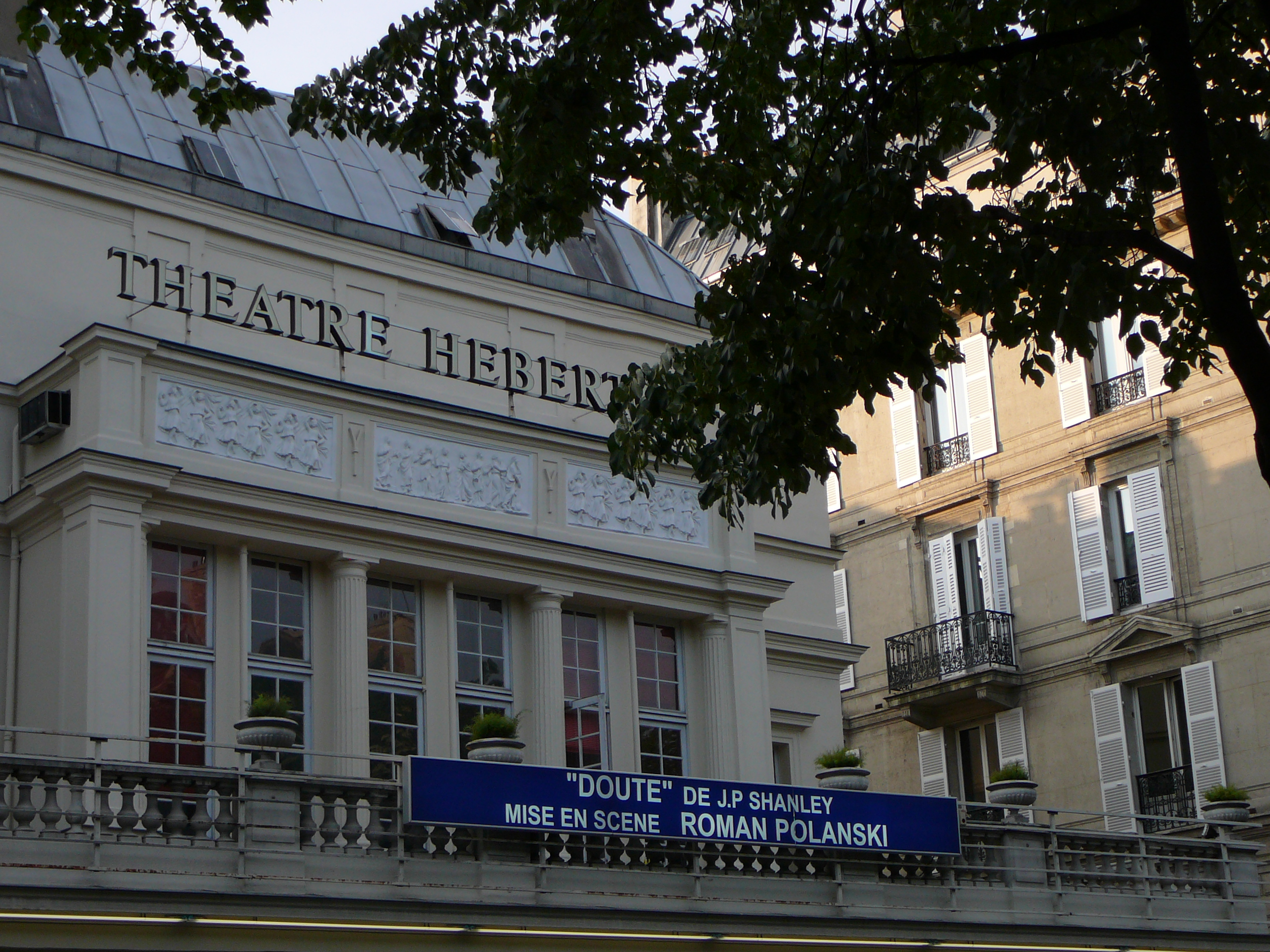
Le théâtre Hébertot : ses débuts sur la scène parisienne.

- 1993 : Lorenzaccio d'Alfred de Musset, mise en scène Ludovic Nobileau[5]
- 1993 : Mehari et Adrien d'Hervé Blutsch, mise en scène François Dubos
- 1994-1998 : Un certain capitaine, mise en scène Pascal Parsat (Théâtre dans le Noir), Petit Hébertot
- 1994 - 1998 : On ne badine pas avec l'amour d'Alfred de Musset, mise en scène Pascal Parsat (Théâtre dans le Noir), Petit Hébertot
- 1994 : Thomas More ou l'Homme libre de Jean Anouilh, mise en scène Jean-Luc Jeener
- 1995 : Jacques et son maître de Milan Kundera, mise en scène Michel Laliberté
- 1995 : Cendres et lampions de Noëlle Renaude, mise en scène Ludovic Nobileau, Théâtre National de Toulouse
- 1995 : Le Partage des Os de R. Dessaignes, mise en scène Ludovic Nobileau, Théâtre National de Toulouse'
- 1996 : Dommage qu'elle soit une putain de John Ford, mise en scène Éric Andrieu pour le Festival d'Avignon (1995), reprise au théâtre L'Échangeur (1996) et au Globe Shakespear Neüss en Allemagne (1996)
- 1996 : Roméo et Juliette de Shakespeare, mise en scène Éric Andrieu, Théâtre L'Échangeur
- 1997 : Yusuru l'oiseau du crépuscule, mise en scène Junji Fuseya, Théâtre du Temps
- 1998 : Pomme d'amour de et mise en scène Corinne Boijols, Pépinière Opéra
- 1998 : 3 secondes ce jour-là d'Emmanuel Dupuis, mise en scène Serge Lalou
- 1999 : T'as tort Totor, mise en scène A. Stammbach, Festival d'Avignon[5]
- 2000 : L'Histoire en vrai de Jacques Serena, mise en scène Véronique Vellard, Théâtre de la Tempête
- 2001 : Un pas de deux d'Emmanuel Dupuis, mise en scène Serge Lalou, Théâtre de L'Ile Saint-Louis
- 2001 : Médée de Hans Henny Jahnn, mise en scène Anita Picchiarini, théâtre national de la Colline
- 2001 : Pas loin d’une éternité d’Eugène Durif d'Eugène Durif, mise en scène Sophie Rappeneau
- 2002 : Meeting d'après Rosa Luxembourg, mise en scène Eléonora Rossi
- 2004 : Séjour pour 8 à Tadécia de Luc Girerd, mise en scène Gildas Bourdet
- 2005 : Monsieur chasse ! d’après Feydeau, mise en scène Aline César
- 2005 : Une journée si tranquille de Jérémie Farley, Comedia-Proscénium
- 2006 : L'Avare de Molière, mise en scène Georges Werler, théâtre de l'Avant-Seine de Colombes, Théâtre de la Porte-Saint-Martin, tournée
- 2009 : Un tramway nommé Désir de Tennessee Williams, mise en scène Elsa Royer
- 2011-2013 : Dans la solitude des champs de coton de Bernard-Marie Koltès, mise en scène Jean-Pierre Brière, Théâtre d'Evreux et L'Étoile du Nord (Paris) : Le Client
- 2019 : Puissance et Trahison d’un Père de et mise en scène Jean-Michel Noirey, Rue[14]
- 2025 : Le Journal d'Antoine Beauquier, mise en scène Anne Bouvier, théâtre de Paris

## Filmographie

### Télévision
- 1998 : Quai n° 1 de Patrick Jamain
- 1999 : Mémoire de sang de Patrick Malakian
- 2006 : Sauveur Giordano de Dominique Tabuteau
- 2007 : Joséphine, ange gardien : Frédéric Duval (saison 11, épisode 2 : Profession menteur)
- 2007 : Paris, enquêtes criminelles : Docteur Masson (saison 2 épisode 6 : L'amour fou)
- 2007 : Mitterrand à Vichy de Serge Moati : Henri Frenay (docu-fiction pour France 2)
- 2007 : Camping Paradis de Sylvie Ayme : Mathis (saison 1, épisode 2 : Lorsque l'enfant paraît)
- 2008 : Mademoiselle de Jérémie Farley (saison 1, session 2, épisode Ladys)
- 2009 : Cartouche, le brigand magnifique d'Henri Helman : Le Marquis
- 2009 : Marion Mazzano de Marc Angelo : Vincent Mazzano
- 2009 : Le Repenti d'Olivier Guignard : Mathias Leblanc
- 2010-2020 : Engrenages : Commissaire Brémont
- 2010 : 1788... et demi d'Olivier Guignard
- 2010 : Louis XI, le pouvoir fracassé d'Henri Helman : Louis d'Orléans
- 2011 : La Vie en miettes de Denis Malleval : Jonathan Hopkins
- 2012-2018 : Caïn de Bertrand Arthuys : Capitaine Fred Caïn
- 2013 : Mortel Été de Denis Malleval : Fred
- 2014 : Dassault, l'homme au pardessus d'Olivier Guignard : Franck
- 2014 : Piège blanc d'Abel Ferry : Benjamin
- 2015 : 1910, Paris sous les eaux de Éric Beauducel et Olivier Poujaud : Louis Létang (docu-fiction)
- 2016 : Mystère à la tour Eiffel de Léa Fazer : Charles Levasseur
- 2017 : Je suis coupable de Christophe Lamotte : Vincent Keurlire
- 2018 : La Révolte des innocents de Philippe Niang : Armand Sandrin
- 2018 : Jusqu'à ce que la mort nous unisse de Delphine Lemoine : Vincent Lapaz (Grand prix au Festival du Polar de Cognac)
- 2019 : Soupçons de Lionel Bailliu : Florent Maleval
- 2019 : L'Art du crime : Edgar Degas (épisode Un Fantôme à l'Opéra)
- 2019 : Prise au piège de Karim Ouaret : David Cayatte
- 2019 : Crimes parfaits : Philippe (épisode Un plat qui se mange froid)
- 2020 : Peur sur le lac de Jérôme Cornuau : Abel Verdan
- 2020 : Meurtres à Albi de Delphine Lemoine : Marc Lemaire
- 2021 : Pour l’honneur d’un fils d’Olivier Guignard : Franck Carava[15]
- 2021 : Plan B de Christophe Campos : Nicolas
- Depuis 2021 : Le Voyageur : Yann Kandinsky
- 2022 : La Faute à Rousseau : Olivier (saison 2)
- 2022 : Le Meilleur d'entre nous de Floriane Crépin : Jean Faure[16]
- 2023 : Filles du feu de Magaly Richard-Serrano : le juge Pierre de Lancre
- 2024 : Rivière-Perdue, de Jean-Christophe Delpias : Rémi Casteran
- 2024 : Inès et Yvan d'Alexandre Castagnetti : Yvan
- 2025 : Rien ne t'efface de Jérôme Cornuau : Nectaire
- 2025 : Joséphine, ange gardien (épisode 106 : La guerre des papas)

### Cinéma

#### Courts métrages
Rôles principaux de court-métrage.
- 1994 : Sang d'encre de Ronan Sochard et Thierry De Gevigney
- 2000 : Abandon de Thomas Buchwalder
- 2003 : Pensée assise de Mathieu Robin
- 2004 : Les Saisons De L'âme de Lydie Bricourt
- 2005 : Moriarty de Richard Morel
- 2005 : Homo Batignolus d'Anne Sarkissian. Prix spécial du jury Rififi Batignoles 2005[17]. Voix off de Bruno Debrandt
- 2005 : Evangeline Dieu de Laurent Georjin
- 2006 : Merci ! d'Anne Sarkissian[18].
- 2012 : Le Grand bain de Tom Gargonne
- 2013 : Les Perruches de Julie Voisin
- 2014 : Glissière de Jean-Michel Fête

#### Moyens et longs métrages
- 2001 : Entre Nous de Serge Lalou : Le Marin
- 2006 : Le Nid de la Biche de Laurent Georjin
- 2012 : Mains armées de Pierre Jolivet : Stéphane Assor
- 2014 : Les Yeux jaunes des crocodiles de Cécile Telerman : Bruno Chaval
- 2022 : Mastemah de Didier D. Daarwin : Bruno
- 2024 : Les Vampires d'Avallon de Jérémie Farley

#### Film d'animation
- 2001 : Les Durs du Mur de Bernard Betremieux

## Distinctions
- Festival Jean Carmet de Moulins 2003 : Meilleur jeune espoir masculin  pour Pensée assise
- Festival International du Film Fantastique de Menton 2021 : Membre du jury[19]
- Festival International du Film Fantastique de Menton 2023  : Meilleur acteur pour Filles du feu[20]